# رود کونگور
رود کونگور (انگلیسی: Kungur) یک رودخانه در سرزمین پرم کشور روسیه است.